# Meta Kušar
Meta Kušar, slovenska pesnica in esejistka, * 10. maj 1952, Ljubljana.
Meta Kušar je študirala slovenščino in srbohrvaščino na Univerzi v Ljubljani, kjer je tudi diplomirala. Najbolj je znana kot pesnica. Leta 1993 je prejela Schwentnerjevo nagrado, leta 2012 pa Rožančevo nagrado za zbirko esejev Kaj je poetično ali ura ilegale. Leta 2015 je dobila Veronikino nagrado za knjigo Vrt.

## Dela
- Madeira (1993, poezija)
- Svila in Lan/ Silk and Flax (1997, poezija)
- Ljubljana (2004, poezija)
- Kaj je poetično ali ura ilegale (2011, eseji)
- Jaspis (2008, poezija)
- Intervju (2009, intervjuji)
- Vrt (2014, poezija)
- Azur/Himmelblau (2015, poezija)
- Zmaj (2021, poezija)
- Vse od prej (2022, poezija)

## Nagrade
1. Schwentnerjeva nagrada, 1993
2. Rožančeva nagrada, 2012
3. Veronikina nagrada, 2015
4. Čaša nesmrtnosti, 2023